# Bonãs
Bonãs (保安族, Pinyin: Bǎo'ān zú; em bonã: [bɵːŋɑn]) é um grupo étnico que vive nas províncias de Gansu e Chingai, no noroeste da China. Eles são uma das "nacionalidades titulares" do Condado Autônomo de Salar, Jishishan Bonã e Dongxiang que está localizado ao sul do Rio Amarelo, perto da fronteira de Gansu com Chingai.
Com aproximadamente 17.000 habitantes, os bonãs são os 10º menores (classificados na 47ª posição) dos 56 grupos étnicos oficialmente reconhecidos pela República Popular da China. 

## História
Acredita-se que os bonãs seja descendente de soldados Mongóis e da Ásia Central estacionados em Chingai durante a Dinastia Iuã.
Eles são agricultores e também fabricantes de facas. Eles são misturados entre mongóis, hui, hãs e tibetanos e usam trajes hui.
Os ancestrais dos bonãs de hoje eram lamaístas e sabe-se que por volta de 1585 eles viviam no condado de Tongren (na região de Amdo; atualmente, na província de Chingai), ao norte do Mosteiro Rebgong Tibetano. Foi nesse ano que a cidade de Bao'an foi fundada naquela área.
Mais tarde, alguns dos membros da comunidade de língua bonã se converteram ao islamismo e se mudaram para o norte, para o condado de Xunhua. Diz-se que eles foram convertidos ao Islã pelo mestre Hui Sufi Ma Laichi (1681? - 1766). Mais tarde, no rescaldo da Rebelião Dungan (1862-1874), os bonãs muçulmanos moveram-se mais para o leste, no que é hoje Condado Autônomo de Salar, Jishishan Bonã e Dongxiang da província de Gansu.
Foram os membros dessa parte muçulmana da comunidade bonã original que são oficialmente reconhecidos como o grupo étnico bonã separado na RPC de hoje. Seus irmãos, que permaneceram lamaístas e permaneceram em Tongren, são agora oficialmente classificados como parte do grupo étnico Monguor (Tu), embora falem essencialmente a mesma língua bonã. O conceito oficial de "grupo étnico bonã" ainda permanece um tanto artificial para os próprios bonãs.
As tropas hui, baoan e dongxiang serviram aos generais Ma Fulu e Ma Fuxiang na Rebelião Boxer, derrotando a invasora Aliança das Oito Nações na Batalha de Langfang.
Hui, baoan, dongxiang, salar e as tropas tibetanas serviram sob Ma Biao na Segunda Guerra Sino-Japonesa contra os japoneses.

## Língua
Tanto os bonãs muçulmanos em Gansu quanto seus primos budistas em Chingai (oficialmente classificados como Monguor) falam historicamente a língua bonã, uma língua mongólica. Os bonãs budistas de Chingai fala um dialeto ligeiramente diferente dos bonãs muçulmanos de Gansu. Enquanto a língua bonã de Gansu sofreu influências chinesas, a língua bonã de Chingai foi influenciada pelo tibetano. A língua também está intimamente relacionada às versões arcaicas do mongol.
Eles não têm uma escrita para seu idioma.
Os bonãs de Gansu muçulmanos são mais numerosos do que seus primos budistas de Chingai (as estimativas para os dois grupos eram de cerca de 12.200 (em 1990) e cerca de 3.500 (em 1980), respectivamente). No entanto, foi observado que em Gansu o uso da língua bonã está diminuindo (em favor da versão local - o "dialeto Hezhou" - do chinês mandarim), enquanto em Chingai a língua continua sendo transmitida para as gerações mais jovens.

## Genética
Distribuição dos haplogrupos do cromossomo Y em bonã:
- O = 23,43 (O2 = 20,31, O1a = 1,56, O1b = 1,56)
- J = 18,75 R1 = 14,07 (R1a = 10,94, R1b = 3,13)
- C = 9,37
- N = 9,17
- R2 = 6,25
- D = 6,25
- I = 4,69

- Outros = 8,02

Outro estudo em 2010 descobriu:
- K* = 22,2
- O1b = 18,5
- D* = 14,8
- O2 = 14,8
- O* = 7,4
- R1a = 7,4
- R2 = 7,4
- N = 3,7
- R1b = 3,7

## Cultura
Os bonãs compartilham muitas tradições com os dongxiang e hui. Sua vestimenta tradicional inclui elementos do vestuário tibetano, hui e dongxiang. As mulheres bonãs casadas usam véus pretos, enquanto as solteiras usam véus verdes. As mulheres usam vestidos mais coloridos, inclusive calças com punhos coloridos. Os homens bonãs geralmente usam gorros pretos ou brancos e jaquetas brancas ou azuis escuras. Jaquetas forradas de pele são usadas durante o inverno.
A economia dos bonãs consiste na agricultura (principalmente trigo e centeio), criação de gado, venda de artesanato local e trabalho na indústria madeireira. As facas bonãs são conhecidas por sua beleza e dureza e sua fabricação e venda também representam uma parte importante da economia local.
Os passatempos populares dos bonãs incluem passeios a cavalo, luta livre e arco e flecha. Os bonãs também gostam de poesia, cantar, dançar e tocar instrumentos tradicionais chineses.